# سندی کازار
سندی کازار (فرانسوی: Sandy Casar‎؛ زادهٔ ۲ فوریهٔ ۱۹۷۹) دوچرخه‌سوار اهل فرانسه است.